# Зыков, Иван Михайлович

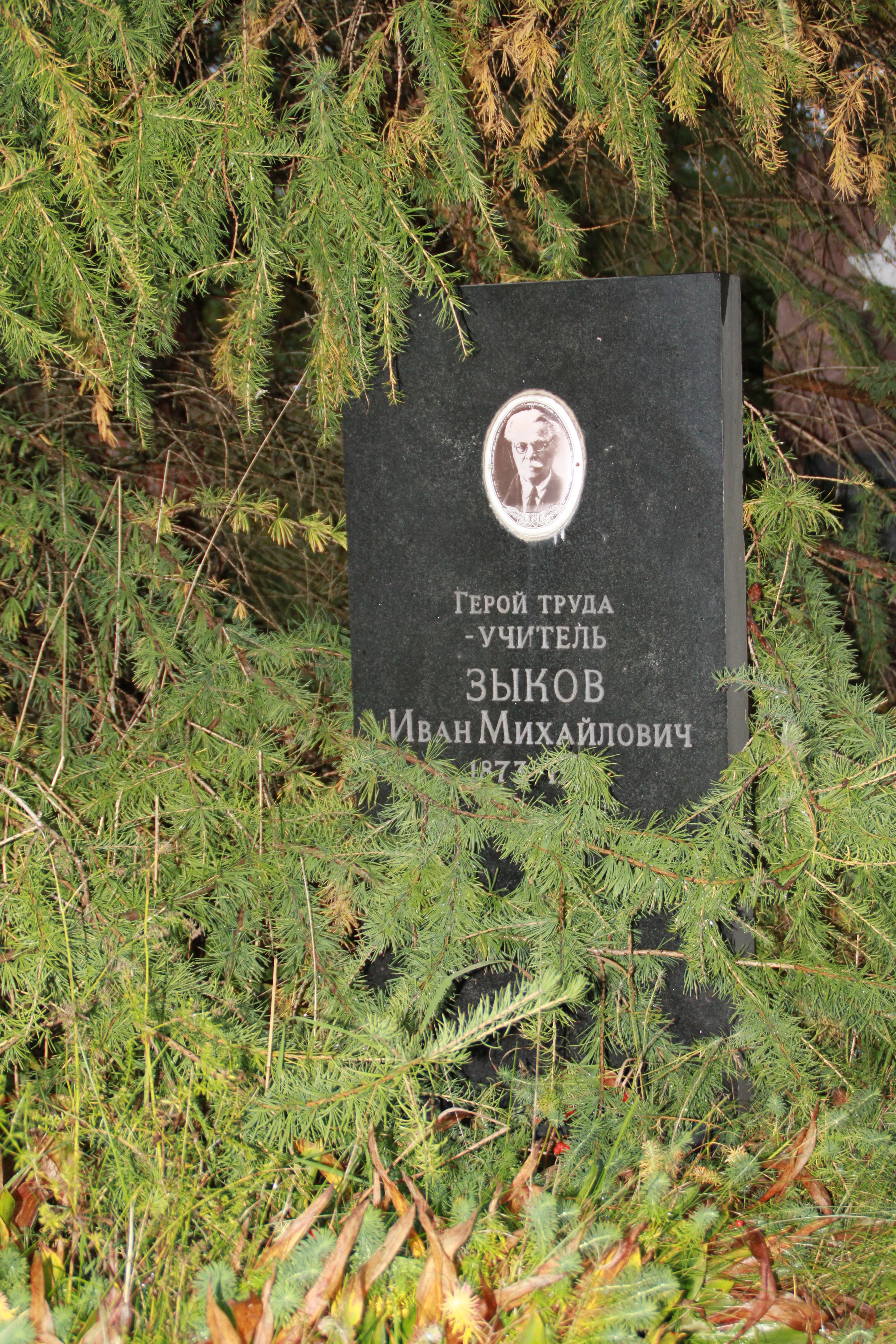
Могила Зыкова И. М.

Иван Михайлович Зы́ков (1873—1939) — русский педагог, Герой Труда (1928).

## Биография
Родился в 1873 году в с. Измайловском Олонецкой губернии.
Окончил учительскую гимназию в г. Вытегра и с 1908 года вёл педагогическую работу в Петрозаводске. Уже в предреволюционные годы И. М. Зыков получил известность как опытный учитель-методист. В мае 1917 года он вошёл в группу петрозаводских учителей, положившую начало «Демократическому союзу учителей».
После Октябрьской революции И. М. Зыков был назначен комиссаром народного просвещения Петрозаводского уезда, в дальнейшем работал в Народном комиссариате просвещения Автономной Карельской ССР.
Последние годы жизни он посвятил учительской работе в школах Петрозаводска, разработке учебника по русскому языку для карельских школ. 5 марта 1928 года И. М. Зыкову в числе первых учителей Автономной Карельской ССР было присвоено звание Героя Труда.
Умер И. М. Зыков в 1939 году, похоронен на Сулажгорском кладбище Петрозаводска.

## Память
На его могиле установлена стела, на лицевой поверхности которой закреплена фотография и выбита надпись. Принята на государственную охрану Постановлением Совета Министров КАССР от 20 апреля 1987 года № 149.

## Награды
- Герой Труда (5 марта 1928)